# フォード・クリーブランドエンジン
クリーブランドエンジン (Cleveland Engine) は、1960年代後期から1980年代前期にかけてフォード・モーターが乗用自動車及び貨物自動車用に製造していた中型のV型8気筒エンジンである。比較的小型軽量であり独特の燃焼室形状を特徴としている。フォードからリンカーンまでの乗用自動車と小型貨物自動車に用いられたほか、デ・トマソ・パンテーラなどにも用いられた。

## 概要
1960年代後期、旧式化するサンダーバード390V8を代替すべく開発され、1969年 (1970型式年度) に実用化された排気量6リットル (L) 級の中型V型8気筒エンジン (ミディアムブロック) である。
1932年に実用化されたフォード・モーター初のV型8気筒エンジン (リンカーン・モーター含まず) であるフォードV8以来、民生用自動車製造が禁止されていた太平洋戦争期の3年間を除き、途切れなく開発が続いてきた新型V型8気筒エンジンとしては最後の型式であり、この後に実用化される同種のエンジンは、当機実用化から21年を経た1990年 (1991型式年度) の4.6リッターSOHC V8 (4.6-liter SOHC V-8) となる。
サンダージェットV8で先べんをつけたポリアングルウェッジ燃焼室、標準の2Vと高性能の4Vで異なるシリンダーヘッドを特徴としている。比較的小さな縦横寸度により大衆車のフォード中型乗用自動車から高級車のリンカーン大型乗用自動車まで広く対応できた。また、1974年までアウトモービリ・デ・トマソへ正式供給された経緯から、同社のパンテーラなどのエンジンとしても知られている。
米国オハイオ州ブルックパークのクリーブランド第2号エンジン工場 (Cleveland Engine Plant No. 2) (2012年閉鎖) で製造されていたが、追ってカナダ・オンタリオ州ウィンザーのウィンザー第2号エンジン工場 (Windsor Engine Plant No. 2)、オーストラリア・ビクトリア州ジーロングのジーロングエンジン工場 (Geelong Engine Plant) (2016年閉鎖) でも製造された。製造終了は1981年である。
従来フォード・モーターはエンジンの型式名称に、象徴的名詞 (マイレージメイカーやチャレンジャーなど) と気筒配置 (直列6気筒は「シックス」、V型8気筒は「V8」) の組み合わせを採ってきたが、当機の名称は米国工場名に由来する。

## 実用化までの経緯
1970年代に向けて中型V型8気筒エンジンの需要が高くなると予想されるが、そのクラスを担っているサンダーバード390V8は旧式化しつつあり、小型のチャレンジャーV8では大幅な排気量増加は望めなかった。そこで出発点となる暫定排気量を335立方インチ (5.49 L) と定め、新エンジンの開発が決定された。開発コードは暫定排気量から「335」とされた。
この時、以下の要素が盛り込まれた。
- 排気量増加が容易
- 経済性、利便性、快適性を損なわず、「マッスルパワー」を提供 (4V)
- 実用性重視の2Vとマッスルパワー (高回転高出力) の4Vは同一シリンダーブロック
- 異なる吸気システム、圧縮比、異なる排気マニホールドの組み合わせで、多様性に対応

これらに加え、既存エンジンの高性能化にも適応できる構成要素の柔軟性、さらに当然ながらフォーディズムも考慮された。
開発は3段階に分けられ、その都度多くの試作機が製造され、初段階の実験的試作機から終段階の車両試験を実施できる状態まで、段階を追って実用性を高めていった。ミシガン州またはアリゾナ州の各試験場で5万マイル (約8万キロメートル) の耐久試験が行われたほか、ディアボーン (ミシガン州) からフェアバンクス (アラスカ州)、キングマン (アリゾナ州) を経てディアボーンに戻る開発旅行も実施された。

## 構造及び機構
ガソリンを燃料とするオットーサイクルの内燃レシプロ機関である。シリンダー温度管理は、加圧水を強制循環させラジエーターで外気と熱交換する水冷式を採用している。総排気量域は5 L台中盤から6 L台中盤までであり、ボアピッチはそれよりも小排気量域のチャレンジャーV8と同じ寸度が採用されている。これは排気量を増加する手法として、シリンダー内径を拡大せず、ブロックハイトをかさ上げしてピストン行程の延伸のみに依るものである。この概念を採ったことで、連桿比の変更でチャレンジャーV8の総排気量範囲まで包含できた。
シリンダー配置は二組の直列4気筒が各々外方へ45度ずつ傾倒し、1本のクランクシャフトを共有する90度V型8気筒である。シリンダーとその周囲のウォータージャケットはクランクケースとともにダクタイル鋳鉄で一体鋳造され、シリンダーブロックを形成している。ブロックハイトが異なる2種類に大別されるが、基本構造に有意な差異はない。向い合うシリンダー (ピストン) のコネクティングロッドはクランクピンを共有するため、大端の厚み分だけ左右シリンダー列は千鳥配置となる (左列後退、右列前進)。鋳造には薄肉鋳造法が採られており、適所効果的にリブ補強がなされている。クランクケースの下端はメインジャーナル芯と同水準のハーフスカート式である。ブロックの外部前面には2インチ (約5センチメートル (cm)) の追加空間が確保されており、タイミングチェーンとウォーターポンプ一式が収納されている。これにより通常用いられる深さのある立体的なフロントカバーは不要となり、薄い平鋼板に代替されている。メインベアリングは鋼裏打ちのケルメットによるすべりであり、4か所のクランクピンに対して両脇に全て配されるフルベアリングである (当機では5ベアリング)。多くの荷重を受けるキャップ側は油膜を厚く保持するため、油溝を排している。ベアリングキャップは2ボルト式が基本であるが、隔壁とキャップの形状は4ボルト式に対応できる構造が採られており、一部の特殊型に対応している。
シリンダーヘッドは2バレルキャブレター用 (2V) と4バレルキャブレター用 (4V) では吸気ポートと排気ポートの断面寸度が異なっており、常用回転域の扱い易さを志向する2Vは狭く、高回転域でより高出力を希求する4Vは広い。バルブはポペット式であり、2Vのバルブヘッド寸度は吸気φ2.04インチ (5.18 cm)、排気φ1.65インチ (4.19 cm)、4Vはそれぞれφ2.19インチ (5.56 cm)、φ1.71インチ (4.34 cm) である。ポートは吸気と排気が交互配置され、左右シリンダー列で順序は逆となる。ヘッドをくぼませて形成される燃焼室は、開放燃焼室 (Open chamber) と閉鎖燃焼室 (Closed chamber) の2種が用意されている。開放燃焼室は裾の輪郭が円形で、周囲に輪状の僅かなスキッシュエリアを残してシリンダー内周とほぼ一致しており、内容積が大きい。閉鎖燃焼室の裾形状はバルブヘッドと点火プラグの占有域を残して局限したトライオーバルで、両脇に広いスキッシュエリアを備えており、内容積が小さい。どちらも先に実用化されたサンダージェットV8と同概念のポリアングルウェッジ燃焼室 (Polyangle wedge combustion chamber) が採用されている。これは通常のウェッジ燃焼室の吸気、排気各バルブがエンジン軸線に平行配置されているのに対し、それらがそれぞれのマニホールド側へ寄せられ、エンジン軸線に斜交配置することで、ターンフローにクロスフローの要素を取り込んでいる。これにより吸気ポートはプッシュロッドを湾曲回避することなく円形に近い断面を維持でき、排気ポートは垂直方向の屈曲を緩和できる。製法はダクタイル鋳鉄による鋳造である。
吸気および排気バルブはポペット式が各1本である。作動機構はロッカーアームを介したプッシュロッド式OHVである。クランクシャフト直上に配置されるカムシャフトはサイレントチェーンで駆動される。ポリアングルウェッジ燃焼室を形成するため、吸気と排気のバルブは前後左右に数度ずつ傾倒しており、縦方向と横方向から眺めた場合、どちらの方向からも狭角V字を成している。これら配置のバルブを作動させるため、プッシュロッドは平行に並んでおらず、ロッカーアームは吸気と排気で長さが異なる。バルブリフターは特殊な型を除き、油圧式自動間隙調整機構を備えている。
ピストンはスリッパスカート型、オートサーミック式であり、アルミニウム合金で鋳造されている。鋳鉄の圧力リング2本とオイル制御リング1本で構成されたピストンリングは全てピストンピンより上に配置されている。上部の圧力リングはモリブデンが充填されたバレルフェイス型、下部の圧力リングはリン酸塩コーティングされたテーパーフェイス型でスクレーパー溝加工がなされている。圧力リングの下に配置されるオイル制御リングは3ピース構造である。コネクティングロッドは組立式で鋼の鍛造である。クランクシャフトはクロスプレーン式であり、ダクタイル鋳鉄により一体鋳造されている。4組となるクランクアームに備えるカウンターウェイトは、1番と4番が各々両脇に備え、2番と3番は推力を受けるセンターベアリングを挟んで外側のみに備える。
燃料供給装置はエンジンバレー上に配置された2バレルまたは4バレルのダウンドラフトキャブレターである。ガスケットはステンレス鋼板を骨材にした石綿である。吸気マニホールドは点火180度位相の4シリンダー二組に、それぞれ個別のプレナム室を与えたデュアルプレーン式である。ライザーボアにはキャブレターの保温装置として、2バレル用は冷却水または微量排気ガスの通路を、4バレル用は一次側に微量排気ガスの通路を各々備え、それら保温媒体は上面でガスケットに直接触れる。ガスケット側は保温媒体通路形状に一致した箇所の石綿が削除されており、骨材のステンレス鋼を介してキャブレターに熱を伝える。

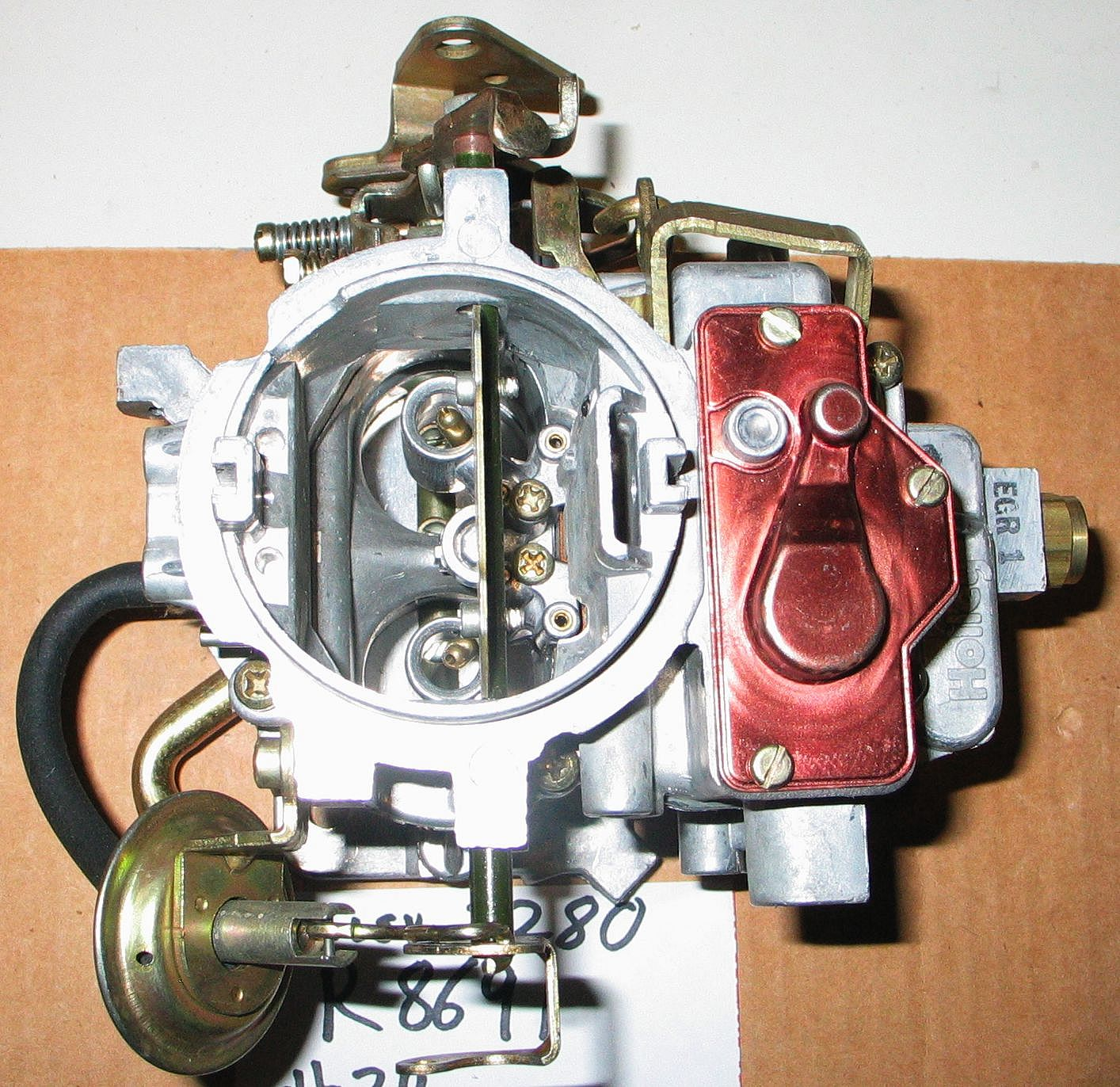
2バレルキャブレター
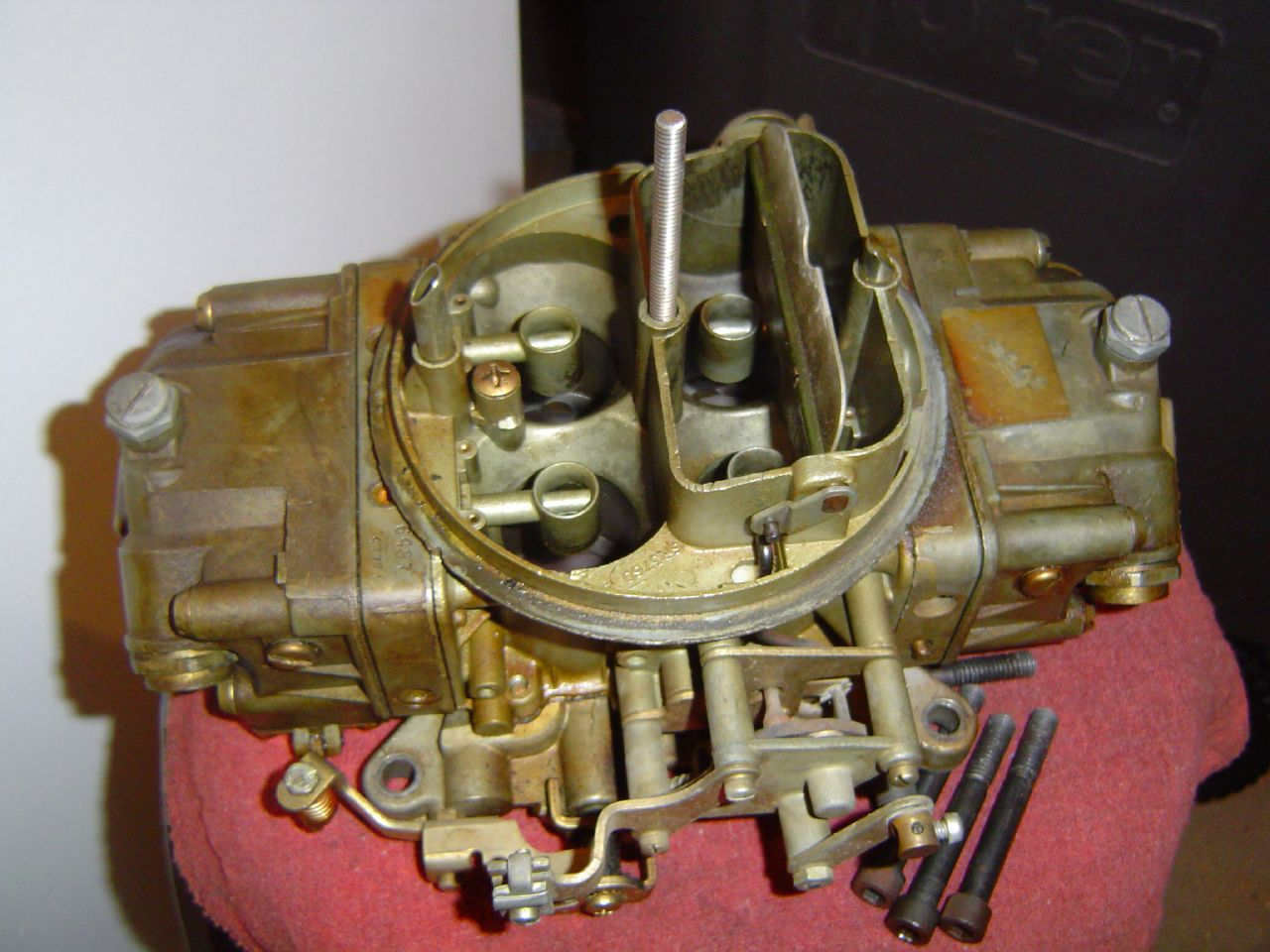
4バレルキャブレター

潤滑は全圧であり、大容量の鋳鉄トロコイドポンプにより二層式のフルフローフィルターを通して行われる。オイルパンに溜まるモーターオイルの量はフィルターを含め5クォート (約4.7 L) である。
ウォーターポンプはこれまでの鋳造翼車 (サンダージェットV8は鋳鉄、チャレンジャーV8はアルミニウム合金) にシールリングを接着した一体方式から、打ち抜き鋼板翼車とセラミックのシールリングの組み立て方式に改められている。
より厳しさを増す米国における連邦排出ガス基準に対応するため、エレクトロニックディストリビューターモジュレーター (Electronic Distributor Modulator, 電子分配変調器) が採用されている。これは速度計の情報を基に、キャブレターからディストリビューターへの真空ラインを電子的に開閉することにより、全力加速を損なわず低速時の炭化水素の排出を減らしている。
単体の寸度は、縦28.98インチ (73.61 cm)、横24.78インチ (62.94 cm)、高さ28.92インチ (73.46 cm)、乾燥重量は1970型式年度の351C-4V V8で584ポンド (265キログラム (kg)) である。
| サイクル               | オットーサイクル                            |
| シリンダーブロック形式 | 90度V型8気筒5ベアリング                     |
| 吸排気バルブ機構       | OHV (プッシュロッド式)、ターンフロー2バルブ |
| ボアピッチ             | 4.38インチ (11.13 cm)                       |
| クランクシャフト形式   | 一体式クロスプレーン                        |
| 潤滑方式               | ウェットサンプ                              |
| 冷却方式               | 加圧水強制循環式水冷                        |
| 燃料                   | ガソリン                                    |

## 各型

### 351C-2V V8

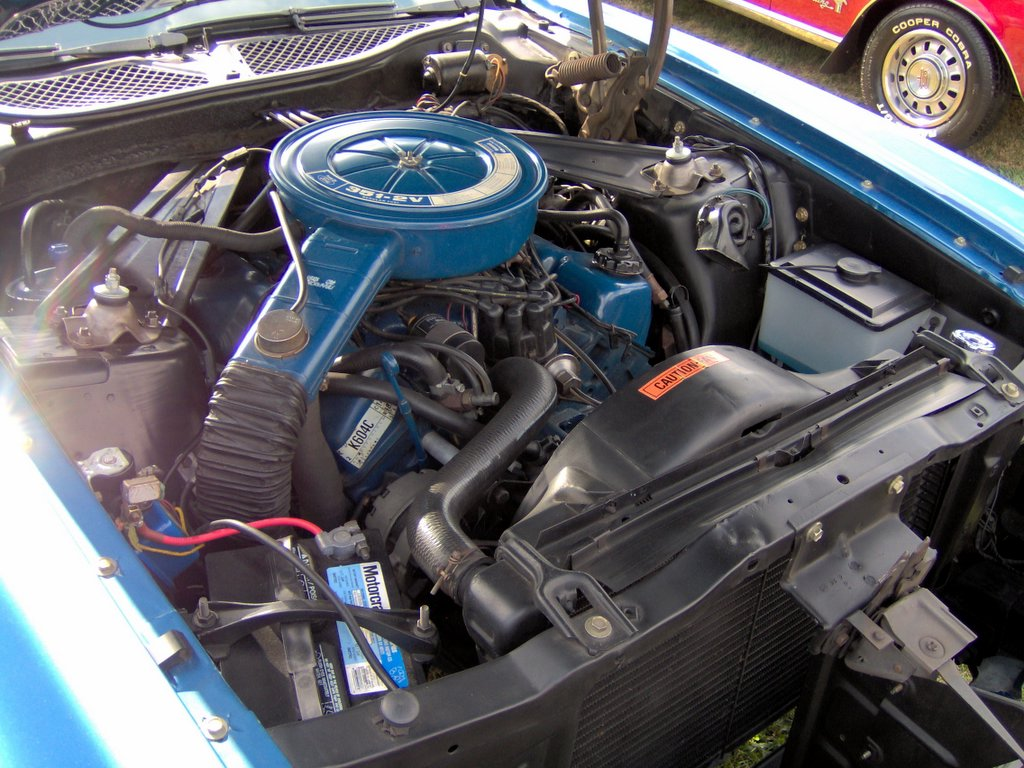
1973年型マスタングコンバーチブルの351C-2V V8

1969年9月 (1970型式年度) に実用化された、シリーズの始祖となる基本型式の一つであり、コンパクトカー (小型乗用自動車) を除くほとんどのフォード・モーター製車種の標準エンジンまたは選択エンジンに採用された。キャブレターは2バレルのオートライト2300を装備し、シリンダーヘッドは2バレル用の狭い吸排気ポートと開放燃焼室を組み合わせ、低中速回転域での扱いやすさとレギュラーガソリンに適応して実用性を重視している。
名称の351に続く「C」は製造工場名の頭文字であり、先に実用化されている同一排気量のチャレンジャーV8系351エンジンと区別するために付与されている。
製造はクリーブランド第2号エンジン工場で1974年まで行われた後、351M-2V V8 (後述) に代替されるが、オーストラリアのジーロングエンジン工場でも1971年から1981年まで行われた (1974年まではブロックのみ米国から搬入)。
| ブロックハイト              | 9.206インチ (23.383 cm)                         |
| 総排気量                    | 351.9立方インチ (5,766立方センチメートル (cm3)) |
| シリンダー内径×ピストン行程 | 4.00インチ (10.16 cm) ×3.50インチ (8.89 cm)     |
| キャブレター形式            | ダウンドラフト2スロート1ステージ                |

| 型式年度 | 圧縮比 | 最高出力                                                    | 最大トルク                                                             | キャブレター定額流量                                | 備考                                         |
| -------- | ------ | ----------------------------------------------------------- | ---------------------------------------------------------------------- | --------------------------------------------------- | -------------------------------------------- |
| 1970     | 9.5: 1 | 250英馬力 (186キロワット (kW)) @ 4,600回転毎分 (rpm) グロス | 355重量ポンドフィート (481ニュートンメートル (N･m)) @ 2,800 rpm グロス | 425立方フィート毎分 (12.0キロリットル毎分 (kL/min)) |                                              |
| 1971     | 9.5: 1 | 240英馬力 (179 kW) @ 4,600 rpm グロス                       | 350重量ポンドフィート (475 N･m) @ 2,600 rpm グロス                     | 425立方フィート毎分 (12.0 kL/min)                   |                                              |
| 1972     | 8.6: 1 | 161 - 163英馬力 (120 - 122 kW) @ 4,000 - 3,800 rpm ネット   | 254 - 277重量ポンドフィート (344 - 376 N･m) @ 2,400 - 2,000 rpm ネット | 425立方フィート毎分 (12.0 kL/min)                   | 出力、トルク値は車種別の実装状態により異なる |
| 1973     | 8.0: 1 | 161 - 164英馬力 (120 - 122 kW) @ 4,000 rpm ネット           | 254 - 276重量ポンドフィート (344 - 374 N･m) @ 2,400 - 2,000 rpm ネット | 425立方フィート毎分 (12.0 kL/min)                   | 出力、トルク値は車種別の実装状態により異なる |
| 1973     | 8.6: 1 | 177英馬力 (132 kW) @ 3,800 rpm ネット                       | 284重量ポンドフィート (385 N･m) @ 2,400 rpm ネット                     | 425立方フィート毎分 (12.0 kL/min)                   | マスタング、クーガー用                       |
| 1974     | 8.0: 1 | 163英馬力 (122 kW) @ 4,200 rpm ネット                       | 278重量ポンドフィート (377 N･m) @ 2,000 rpm ネット                     | 425立方フィート毎分 (12.0 kL/min)                   |                                              |

### 351C-4V V8

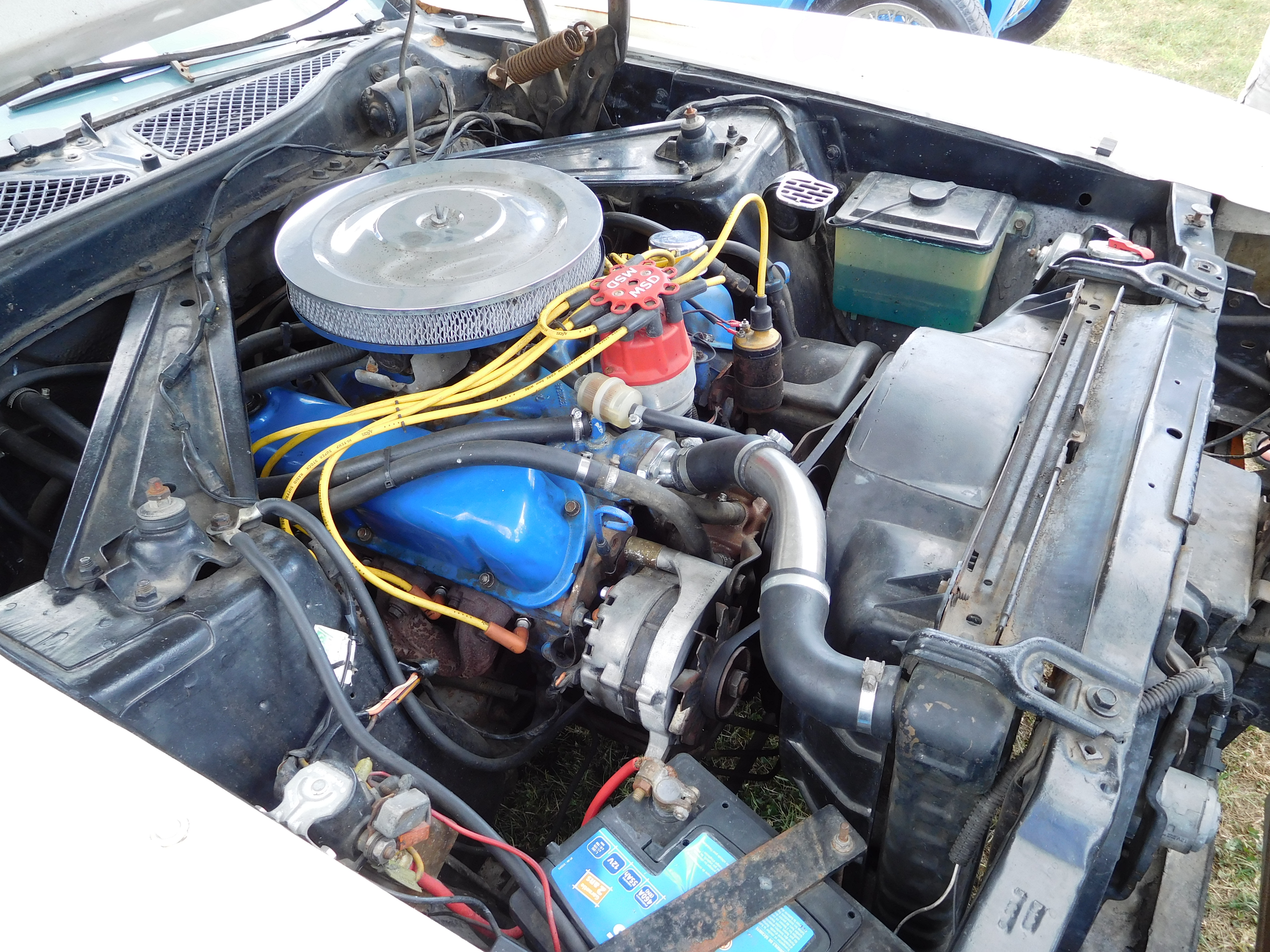
1972年型マスタングマッハ1の351C-4V V8 (エアクリーナーケースは外されている)

1969年9月 (1970型式年度) に実用化された、シリーズの始祖となる基本型式の一つである。キャブレターは4バレルのオートライト4300Aを装備し、シリンダーヘッドは4バレル用の広い吸排気ポートと閉鎖燃焼室の組み合わせであり、プレミアムガソリン指定で圧縮比が高く、高回転域でのスポーツ性を重視している。キャブレターの二次ベンチュリはエアバルブ作動式である。ブローバイガスを直接取り込むため、キャブレタースペーサーはなく、マニホールドにはガスケットを挟んで直接取り付けられる。
名称の351に続く「C」は製造工場名の頭文字であり、先に実用化されている同一排気量のチャレンジャーV8系351エンジンと区別するために付与されている。
1971年8月 (1972型式年度) からレギュラーガソリンに対応するため開放燃焼室を採用して圧縮比が下げられた。
製造はクリーブランド第2号エンジン工場で1974年まで行われ、オーストラリアのジーロングエンジン工場でも1971年から1981年まで行われた (1974年まではブロックのみ米国から搬入)。
1974年までアウトモービリ・デ・トマソへ正式供給され、同社の基幹機として重用された。
- 330メトリック馬力 (PS) (243 kW): ドーヴィル、パンテーラ、ロンシャン
- 350 PS (257 kW): パンテーラGTS

#### 351C-4V HO V8

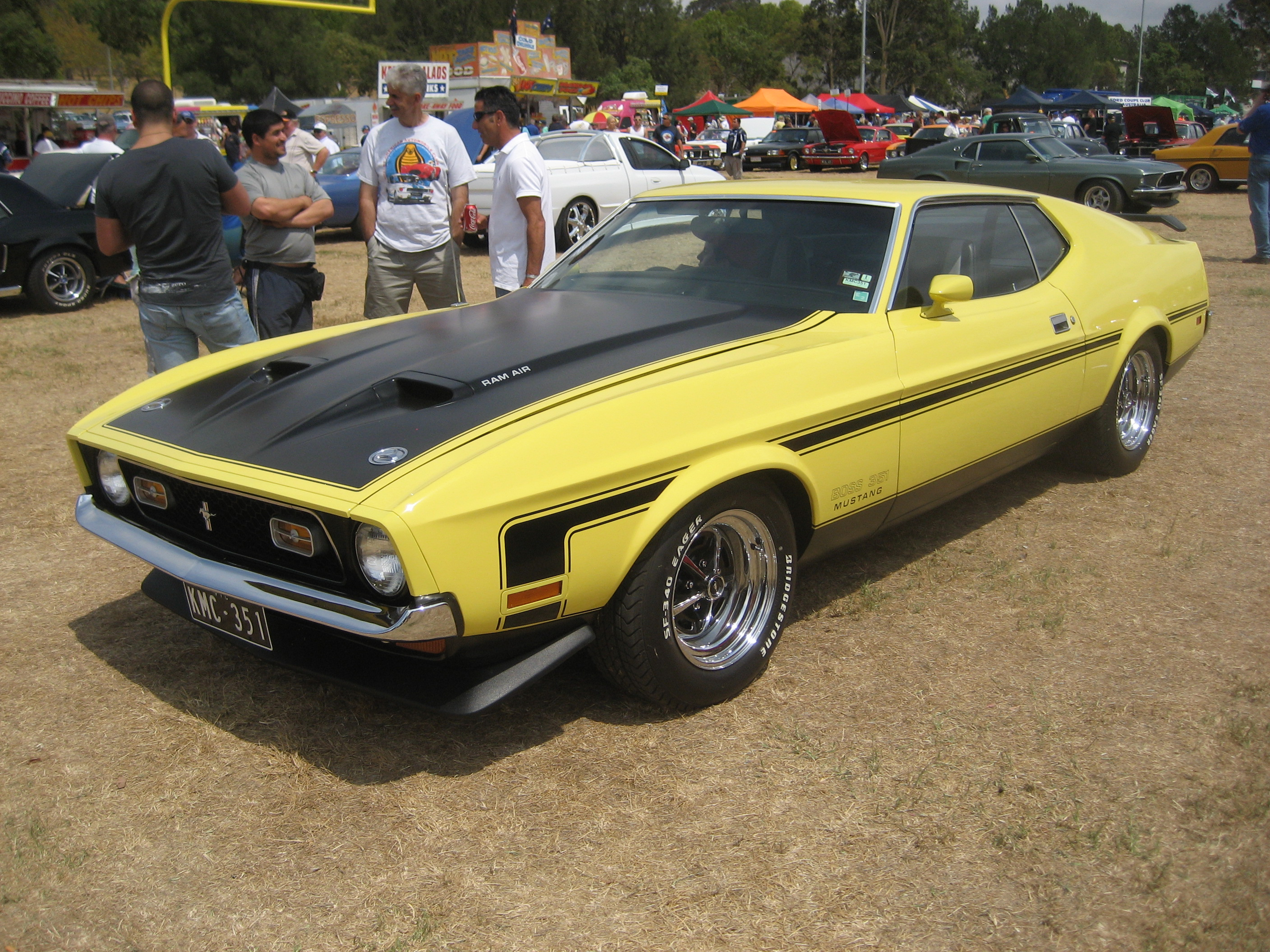
1971年型マスタングボス351

351C-4V V8の派生型として、1970年11月 (1971型式年度) に実用化された。同年度はマスタングボス351専用機であったことから、ボス351 (Boss 351) とも呼ばれる。HOは High Output (高出力) の略記である。
1972年度のNASCARウィンストンカップ・グランドナショナル選手権 (以下、グランドナショナル) から、使用できるエンジンの排気量上限が6 L (366.1立方インチ) に変更されるのをうけ、429-4VボスV8に替わるグランドナショナル用エンジンとして開発された。それまでのグランドナショナル用エンジン (427-4V V8、429-4VボスV8) とは異なり、専用シリンダーヘッドは採用されておらず、基本構造は351C-4V V8を引き継いでいる。
351C-4V V8からの主な変更点は以下である。
- 4ボルト式メインベアリングキャップ
- 「マグナフラックス」("Magnaflux", 磁性粒子検査) 済みコネクティングロッド
- チタン合金 (中実) の吸気バルブおよびモリブデン被膜加工されたステム
- アルミメッキされた特殊合金鋼の排気バルブ
- 強化バルブスプリング
- 中実バルブリフター
- ハイリフトカムシャフト
- 調節式のロッカーアーム
- 鋳造アルミニウム合金の吸気マニホールド
- 750立方フィート毎分 (21.2 kL/min) の4バレルスプレッドボアキャブレター[注釈 13] (オートライト4300D)
- デュアルポイントディストリビューター[注釈 14]
- フレックスブレード[注釈 15]の5翅冷却ファン (標準は固定4翅)
- バッフルプレート付き大型オイルパン (フィルターを含め6クォート (約5.7 L))
- 鋳造アルミニウム合金のロッカーカバー (これ以外の型はプレス鋼鈑)

これらに加え、競技用選択部品として以下が用意された。
- 締まりばめダンパーを備えたバルブスプリング (「スーパースプリング」)
- ロッカーアームの「タフトライド」(Tafftride, 塩浴軟窒化処理) およびニードルローラーのロッカーアーム軸受け
- ホーリー4バレルキャブレター用の吸気マニホールド
- 850立方フィート毎分 (24.1 kL/min) または1400立方フィート毎分 (39.6 kL/min) のオートライト4バレル直列キャブレター[注釈 16]

ただし排気量上限に約0.23 L達しておらず、グランドナショナル主催者の全米ストックカー自動車競走協会 (National Association for Stock Car Auto Racing, NASCAR) から内径拡大を許可されたものの、351Cのシリンダーにその余裕はなかった。そこで、承認に必要な製造機数の1/10にあたる50機はRX452の社内呼称が付与され、シリンダー壁とベアリング基部の中央3隔壁を増厚し、ニッケル含有率を5％に高めて製造された。これによりシリンダーブロックは20ポンド (約9 kg) 重くなった。HOが専用シリンダーヘッドを採用していないのは、429-4VボスV8のピストン行程を短縮して排気量を6リットルとした実験機よりも、RX452が出力で上回ったためである。
1971年9月 (1972型式年度) からマスタングボス351が廃止されたため、より実用性を高める変更がなされ、全てのマスタングに選択設定された。レギュラーガソリンに対応するため開放燃焼室を採用して圧縮比が下げられ、カムはリフト量とバルブオーバーラップが減らされた。
製造は1972年に終了した。

#### 351C-4V CJ V8
351C-4V V8の派生型として、1971年5月 (1971半期型式年度) に実用化された。CJは"Cobra Jet" の略記であり、エアクリーナーケースがラムエアシステムに対応している型はCJ-Ｒ (Ram-Air) と呼称されるが、エンジン本体の差異はない。4ボルト式メインベアリングキャップ、オートライト4300Dキャブレター、デュアルポイントディストリビューターがHOと共通であるが、開放燃焼室を採用してレギュラーガソリンに対応している。その他はバルブリフターが若干仕様変更されてはいるが、351C-4V V8から大きな変更はない。名称のCJは1973型式年度を最後に、以後使われていないが、1974型式年度は標準の351C-4V V8として製造された。
| ブロックハイト              | 9.206インチ (23.383 cm)                     |
| 総排気量                    | 351.9立方インチ (5,766 cm3)                 |
| シリンダー内径×ピストン行程 | 4.00インチ (10.16 cm) ×3.50インチ (8.89 cm) |
| キャブレター形式            | ダウンドラフト4スロート2ステージ            |

| 型式年度 | 圧縮比                           | 最高出力                              | 最大トルク                                         | キャブレター定額流量              | 備考                |
| -------- | -------------------------------- | ------------------------------------- | -------------------------------------------------- | --------------------------------- | ------------------- |
| 1970     | 11.0: 1 (プレミアムガソリン指定) | 300英馬力 (224 kW) @ 5,400 rpm グロス | 380重量ポンドフィート (515 N･m) @ 3,400 rpm グロス | 600立方フィート毎分 (17.0 kL/min) |                     |
| 1971     | 10.7: 1 (プレミアムガソリン指定) | 285英馬力 (213 kW) @ 5,400 rpm グロス | 370重量ポンドフィート (502 N･m) @ 3,400 rpm グロス | 600立方フィート毎分 (17.0 kL/min) |                     |
| 1971     | 11.0: 1 (プレミアムガソリン指定) | 330英馬力 (246 kW) @ 5,400 rpm グロス | 370重量ポンドフィート (502 N･m) @ 4,000 rpm グロス | 750立方フィート毎分 (21.2 kL/min) | HO                  |
| 1971     | 9.0: 1                           | 280英馬力 (209 kW) @ 5,800 rpm グロス | 345重量ポンドフィート (468 N･m) @ 3,800 rpm グロス | 750立方フィート毎分 (21.2 kL/min) | CJ 1971半期型式年度 |
| 1972     | 8.6: 1                           | 248英馬力 (185 kW) @ 5,400 rpm ネット | 301重量ポンドフィート (408 N･m) @ 3,600 rpm ネット | 600立方フィート毎分 (17.0 kL/min) |                     |
| 1972     | 9.0: 1                           | 266英馬力 (193 kW) @ 5,400 rpm ネット | 301重量ポンドフィート (408 N･m) @ 3,600 rpm ネット | 750立方フィート毎分 (21.2 kL/min) | CJ                  |
| 1972     | 9.2: 1                           | 275英馬力 (205 kW) @ 6,000 rpm ネット | 286重量ポンドフィート (388 N･m) @ 3,800 rpm ネット | 750立方フィート毎分 (21.2 kL/min) | HO                  |
| 1973     | 8.6: 1                           | 248英馬力 (185 kW) @ 5,400 rpm ネット | 301重量ポンドフィート (408 N･m) @ 3,600 rpm ネット | 600立方フィート毎分 (17.0 kL/min) |                     |
| 1973     | 9.0: 1                           | 266英馬力 (193 kW) @ 5,400 rpm ネット | 301重量ポンドフィート (408 N･m) @ 3,600 rpm ネット | 750立方フィート毎分 (21.2 kL/min) | CJ                  |
| 1974     | 7.9: 1                           | 255英馬力 (190 kW) @ 5,600 rpm ネット | 290重量ポンドフィート (393 N･m) @ 3,400 rpm ネット | 750立方フィート毎分 (21.2 kL/min) |                     |

### 400-2V V8

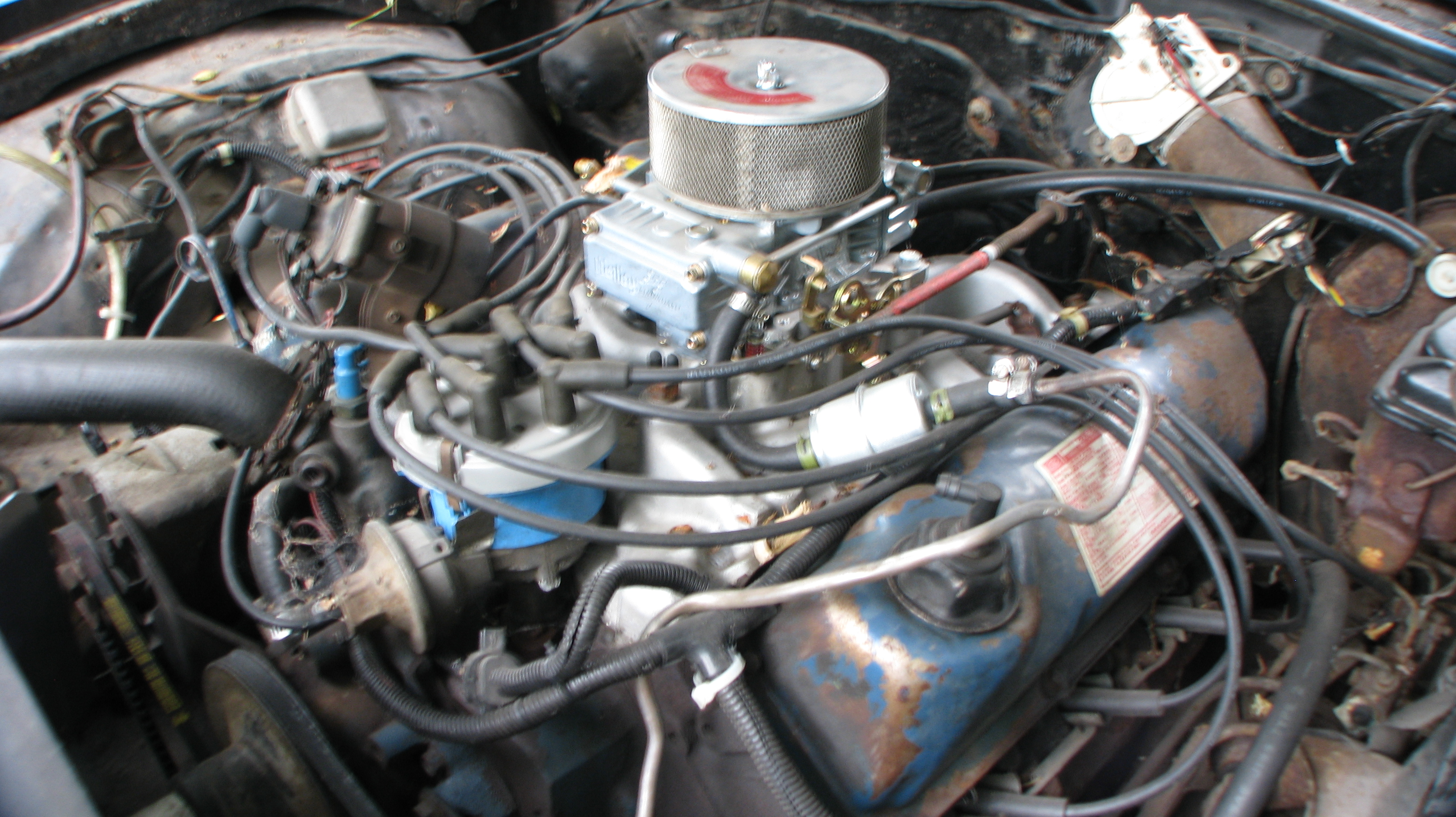
LTD IIの400-2V V8 (エアクリーナーは非純正)

1970年9月 (1971型式年度) に実用化された。351C-2V V8のブロックハイトをかさ上げし、ピストン行程を延伸した排気量増加型である。乗用自動車用としては390-2V V8の実質的な代替機であり、1年間の重複の後、当機に一本化された。当初はフォードとマーキュリーの乗用自動車専用 (フォードは選択、マーキュリーは標準) であったが、リンカーンとサンダーバードが1977型式年度から460-4V V8に代替して採用された (リンカーンは標準、サンダーバードは選択)。製造はウィンザー第2号エンジン工場で行われた。
1976年10月 (1977型式年度) から、ライトデューティトラック (小型貨物自動車 (Fシリーズ)) 用に、390-2V V8の代替機として採用された。
1978年に乗用自動車から廃止され、ライトデューティトラック専用として1981年まで製造された。
| ブロックハイト              | 10.297インチ (26.154 cm)                     |
| 総排気量                    | 402.1立方インチ (6,590 cm3)                  |
| シリンダー内径×ピストン行程 | 4.00インチ (10.16 cm) ×4.00インチ (10.16 cm) |
| キャブレター形式            | ダウンドラフト2スロート1ステージ             |

| 型式年度    | 圧縮比 | 最高出力 | 最大トルク | キャブレター定額流量              | 備考                                                                                            |
| ----------- | ------ | --- | --- | --------------------------------- | ----------------------------------------------------------------------------------------------- |
| 1971        | 9.0: 1 | 260英馬力 (194 kW) @ 4,400 rpm グロス                                                                                           | 400重量ポンドフィート (542 N･m) @ 2,200 rpm グロス | 500立方フィート毎分 (14.2 kL/min) |                                                                                                 |
| 1972        | 8.5: 1 | 172英馬力 (128 kW) @ 4,000 rpm ネット                                                                                           | 298重量ポンドフィート (404 N･m) @ 2,200 rpm ネット | 500立方フィート毎分 (14.2 kL/min) |                                                                                                 |
| 1973 - 1980 | 8.0: 1 | 158 - 181英馬力 (118 - 135 kW) @ 3,400 - 4,000 rpm ネット 144英馬力 (107 kW) @ 3,600 rpm ネット (1975 - 1976カリフォルニア向け) | 276-331重量ポンドフィート (374 - 449 N･m) @ 1,600 - 2,000 rpm ネット 255重量ポンドフィート (346 N･m) @ 2,200 rpm ネット (1975 - 1976カリフォルニア向け) | 500立方フィート毎分 (14.2 kL/min) | 出力、トルク値は年式と車種別の実装状態により異なる 1979型式年度以降ライトデューティトラック専用 |
| 1981 - 1982 | 8.0: 1 | 153英馬力 (114 kW) @ 3,200 rpm ネット                                                                                           | 296重量ポンドフィート (401 N･m) @ 1,600 rpm ネット | 500立方フィート毎分 (14.2 kL/min) | ライトデューティトラック専用                                                                    |

### 351M-2V V8
1974年9月 (1975型式年度) に、351C-2V V8の後継機として実用化された。製造は400-2V V8と同じウィンザー第2号エンジン工場で行われた。シリンダーブロックを400-2V V8と共用し、ピストン行程を短縮した排気量削減型である。
名称の351に続く「M」は "Modified" の頭文字であり、351Cと区別するために付与されている。
当初はフォードとマーキュリーの乗用自動車専用であったが、1976年9月 (1977型式年度) からサンダーバードに、1977年3月 (1977半期型式年度) からリンカーンとしては小型の新規車種ベルサイユに相次いで採用された (リンカーンは当年度のみ)。また、乗用自動車以外では、1976年10月 (1977型式年度) から、ライトデューティトラック用に360-2V V8の代替機として採用された。
1979年に乗用自動車から廃止され、1980年10月 (1981型式年度) からライトデューティトラック専用となり、1981年まで製造された。
| ブロックハイト              | 10.297インチ (26.154 cm)                    |
| 総排気量                    | 351.9立方インチ (5,766 cm3)                 |
| シリンダー内径×ピストン行程 | 4.00インチ (10.16 cm) ×3.50インチ (8.89 cm) |
| キャブレター形式            | ダウンドラフト2スロート1ステージ            |

| 型式年度    | 圧縮比 | 最高出力 | 最大トルク | キャブレター定額流量              | 備考                                                                                            |
| ----------- | ------ | --- | --- | --------------------------------- | ----------------------------------------------------------------------------------------------- |
| 1975 - 1980 | 8.0: 1 | 145 - 162英馬力 (108 - 121 kW) @ 3,400 - 3,800 rpm ネット 150英馬力 (112 kW) @ 3,800 rpm ネット (1975 - 1976カリフォルニア向け)          | 243 - 285重量ポンドフィート (329 - 386 N･m) @ 1,800 - 2,400 rpm ネット 244重量ポンドフィート (331 N･m) @ 2,800 rpm ネット (1975 - 1976カリフォルニア向け)          | 425立方フィート毎分 (12.0 kL/min) | 出力、トルク値は年式と車種別の実装状態により異なる 1979型式年度以降ライトデューティトラック専用 |
| 1981 - 1882 | 8.0: 1 | 136 - 142英馬力 (101 - 106 kW) @ 3,000 - 3,400 rpm ネット 139 - 142英馬力 (104 - 106 kW) @ 3,000 - 3,400 rpm ネット (カリフォルニア向け) | 251 - 262重量ポンドフィート (340 - 355 N･m) @ 2.400 - 1.600 rpm ネット 251 - 279重量ポンドフィート (340 - 378 N･m) @ 2,400 - 1,400 rpm ネット (カリフォルニア向け) | 425立方フィート毎分 (12.0 kL/min) | 出力、トルク値は年式と車種別の実装状態により異なる ライトデューティトラック専用                 |

### 302C-2V V8
1972年3月に実用化された。製造はジーロングエンジン工場で行われ、フォード・オーストラリアの車種にのみ採用された。同工場で同時に製造が開始された (1971年11月) 351C-2V V8と基本的に同じであり、ピストン行程を短縮した排気量削減型である。製造は1974年までは組立のみであり、1975年から1981年までは鋳造も含めて行われた。
名称の302に続く「C」は当初のシリンダーブロック製造工場名の頭文字である。
| ブロックハイト              | 9.206インチ (23.383 cm)                     |
| 総排気量                    | 301.6立方インチ (4,942 cm3)                 |
| シリンダー内径×ピストン行程 | 4.00インチ (10.16 cm) ×3.00インチ (7.62 cm) |
| キャブレター形式            | ダウンドラフト2スロート1ステージ            |

| 型式年度 | 圧縮比 | 最高出力                    | 最大トルク                                  | キャブレター定額流量 | 備考 |
| -------- | ------ | --------------------------- | ------------------------------------------- | -------------------- | ---- |
| 1972     | 9.5: 1 | 240英馬力 ( kW) @ 5,000 rpm | 305重量ポンドフィート (414 N･m) @ 2,600 rpm |                      |      |
| 1973     | 9.4: 1 | 240英馬力 ( kW) @ 5,000 rpm | 305重量ポンドフィート (414 N･m) @ 2,600 rpm |                      |      |

1974年以降、性能諸元非公表